# Ononazara
Ononazara is een bestuurslaag in het regentschap Nias Utara van de provincie Noord-Sumatra, Indonesië. Ononazara telt 652 inwoners (volkstelling 2010).